# Scurrula argentea
Scurrula argentea är en tvåhjärtbladig växtart som beskrevs av Danser. Scurrula argentea ingår i släktet Scurrula och familjen Loranthaceae. Inga underarter finns listade i Catalogue of Life.